# Aldo Scavarda
Aldo Scavarda (Torino, 22 agosto 1923 – Roma, 6 maggio 2000) è stato un direttore della fotografia e produttore cinematografico italiano.

## Biografia
Partecipò alla Resistenza come componente della S.A.P. "Vanni". Appassionato di fotografia, si trasferì a Roma, e iniziò la sua carriera come operatore alla macchina. Come Direttore della fotografia ha legato indissolubilmente il suo nome a L'avventura di Michelangelo Antonioni, uno dei film più importanti del cinema europeo del II° dopoguerra, dove riuscì a realizzare, in condizioni ai limiti dell'impossibile, un 'bianco e nero" memorabile. Collaborò poi, tra gli altri, con Bernardo Bertolucci, in Prima della rivoluzione, e con Luigi Comencini  per Il commissario. 
Come regista e sceneggiatore ha diretto La linea del fiume con John Hurt, Riccardo Cucciolla, Philippe Leroy. 
Oltre all'attività cinematografica ha svolto un'interessante attività di fotografo.

## Filmografia parziale

### Direttore della fotografia
- Appuntamento con il diavolo, regia di Haroun Tazieff (1958)
- Moana l'isola del sogno, regia di Sergie Arnoux e Turi Vasile (1959)
- Meravigliosa (Los dos rivales), regia di Siro Marcellini e Carlos Arévalo (1960)
- La giornata balorda, regia di Mauro Bolognini (1960)
- L'avventura, regia di Michelangelo Antonioni (1960)
- A cavallo della tigre, regia di Luigi Comencini (1961)
- Il commissario, regia di Luigi Comencini (1962)
- La bellezza di Ippolita, regia di Giancarlo Zagni (1962)
- Odio mortale regia di Franco Montemurro (1962)
- Prima della rivoluzione regia di Bernardo Bertolucci (1964)
- L'uomo che viene da Canyon City, regia di Alfonso Balcázar (1965)
- Testa di rapa, regia di Giancarlo Zagni (1966)
- Sicario 77, vivo o morto, regia di Mino Guerrini (1966)

### Produttore
- L'assassino... è al telefono, regia di Alberto De Martino (1972)